# North Sea Jazz Festival

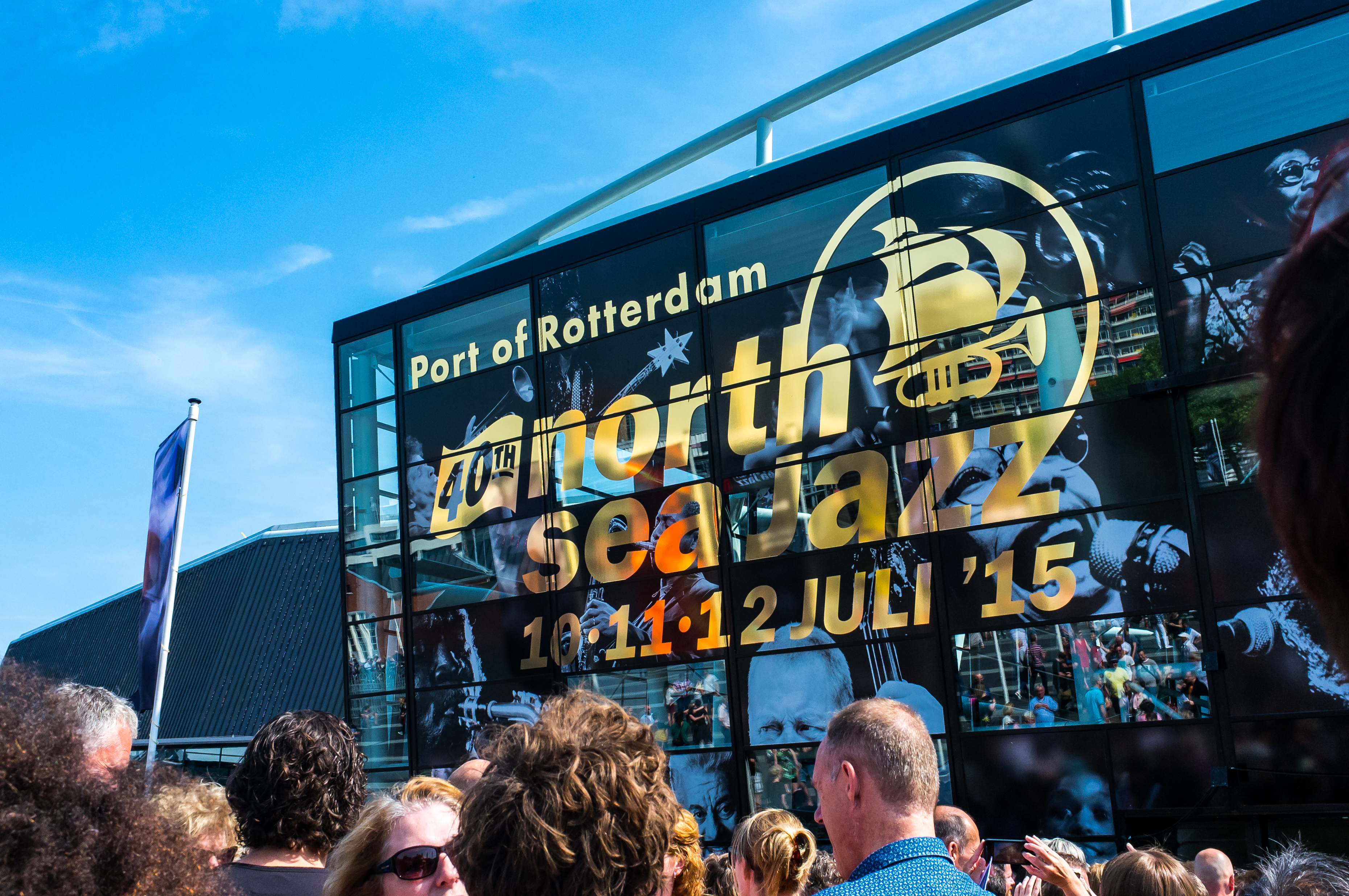
North Sea Jazz Festival 2015

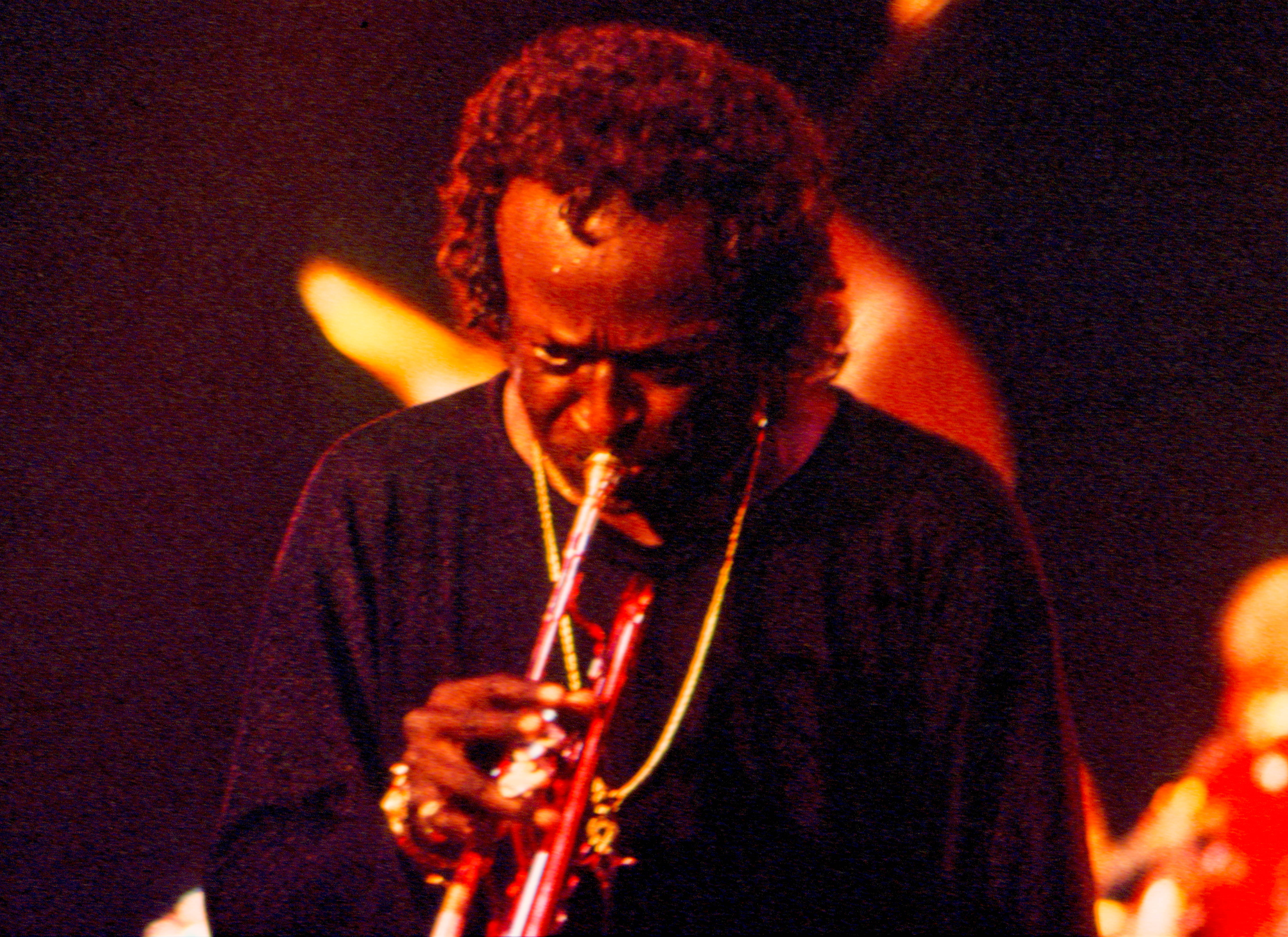
Miles Davis beim North Sea Jazz Festival 1985

Das North Sea Jazz Festival ist ein niederländisches Jazzfestival. Seit 1976 wurde es in Den Haag organisiert, seit 2006 in  Rotterdam. Mittlerweile gehört es zu den bekanntesten und größten Jazzfestivals der Welt.
Der Begründer dieses Jazzfestival ist der niederländische Jazz-Promoter Paul Acket (1922–1992). Er begann als Musikverleger von Zeitschriften wie Luister, Popfoto und Muziek Expres. Mit den Millionengewinnen ihres Verkaufs 1974 finanzierte er sein Jazzfestival, das Juli 1976 im Congresgebouw in Den Haag eröffnete. Damals kamen schon 9000 Besucher.
Die Musik-Großveranstaltung (bis zu 70.000 Besucher) findet jährlich immer am zweiten Wochenende im Juli von freitags bis sonntags statt. Hier trifft sich bei über 100 Konzerten die Weltelite des Jazz.
Die Musik reicht von Jazz und Blues bis hin in den Soul- und Popbereich. Mitwirkende Künstler waren unter anderem Al Jarreau, Alicia Keys, Andy Allo, Benny Goodman, Buddy Guy, Buddy Rich, Candy Dulfer mit Rosie Gaines, Carlos Santana, Dianne Reeves, Eddie Palmieri, George Benson, George Duke, Gino Vannelli, Nik Bärtsch, Incognito, Kovacs, Larry Carlton, Macy Gray, Marcus Miller, Nippy Noya, Patti Austin, Patti Labelle, Prince, The New Power Generation, Wynton Marsalis und Jacob Collier.
Auf dem North Sea Jazz Festival wird als Auszeichnung für das Gesamtwerk von Jazzmusikern und Personen, die sich um den Jazz verdient gemacht haben, alljährlich der Bird Award vergeben, der 2006 in Paul Acket Award umbenannt wurde.

## Schwesterveranstaltungen
Seit 2000 findet immer im März/April in Kapstadt, Südafrika das als North Sea Jazz Cape Town gegründete Cape Town International Jazz Festival statt.
Auf der karibischen Insel Curaçao, Niederländische Antillen, findet im September das Curaçao North Sea Jazz Festival statt.